# PFK Loedogorets

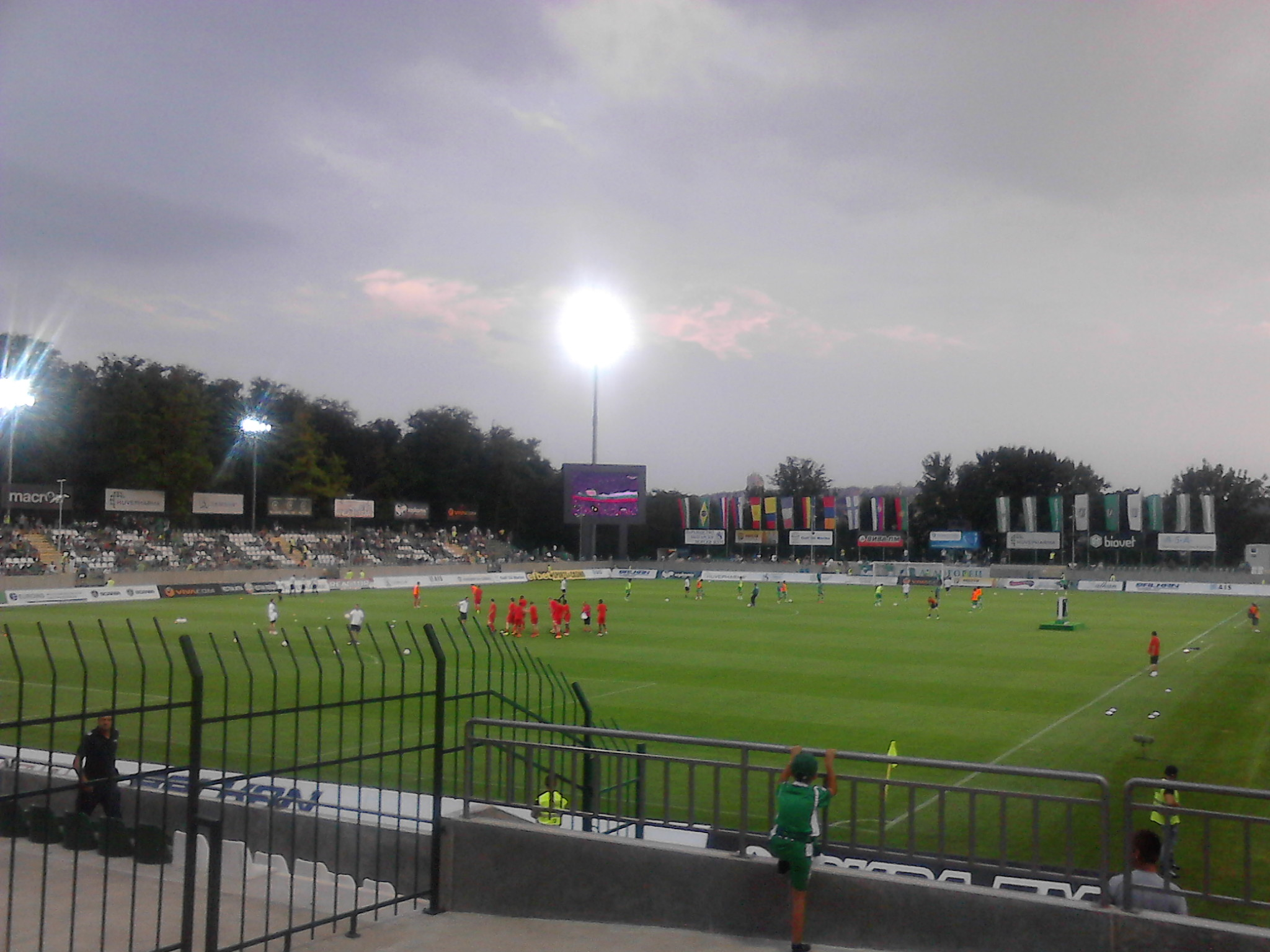
De Loedogorets Arena in 2014

PFK Loedogorets 1945 is een Bulgaarse voetbalclub uit Razgrad die sinds 2011 uitkomt in de Parva Liga, de hoogste voetbalklasse van Bulgarije. Loedogorets veroverde al veertien keer de landstitel en spelen hun wedstrijden in de Huvepharma Arena.

## Geschiedenis
De club werd in 2001 opgericht als Loedogorets en is de historische opvolger van de in 1945 opgerichte, maar ter ziele gegane, naamgenoot.
In 1947 ontstond Loedogorets na een fusie tussen vijf clubs uit Razgrad. De club promoveerde in 1962 voor het eerst naar de B Grupa waar het lang zou spelen. In 1997 fuseerde de club met het in 1983 opgerichte FK Antibiotic tot Antibiotic-Loedogorets. In 2000 degradeerde de club uit de B Grupa en speelde van 2003 tot het faillissement in 2006 als Loedogorets 2003.
De nieuwe club ging in 2002 samen met Razgrad 2000 dat alleen jeugdelftallen had. Als Razgrad 2000 promoveerde de club in 2010 naar de B Grupa en nam toen de huidige naam aan. In 2011 werd PFK Loedogorets 1945 kampioen in de B Grupa Oost en promoveerde voor het eerst naar de A Grupa. In het seizoen 2011-2012 won Loedogorets zowel de nationale beker als het kampioenschap van Bulgarije. De club won inmiddels negen titels op rij en eindigde dus nog nooit lager dan de eerste plaats in de hoogste klasse.
Loedogorets plaatste zich in het seizoen 2014/2015 voor het eerst voor de groepsfase van de UEFA Champions League. Omdat de club in het voorgaande seizoen landskampioen werd plaatsten zij zich voor de voorronden van de Champions League. In de voorronden werden achtereenvolgens F91 Dudelange, FK Partizan en Steaua Boekarest verslagen. Bij die laatste wedstrijd moest een penaltyreeks uitkomst bieden nadat de stand over twee wedstrijden gelijk was. Opvallend was dat een veldspeler, Cosmin Moți, bij Loedogorets op doel stond nadat de keeper eerder met een rode kaart uit het veld werd gestuurd.

## Erelijst
| Nationaal                   |     | |
| Bulgaars landskampioenschap | 14x | 2011/12, 2012/13, 2013/14, 2014/15, 2015/16, 2016/17, 2017/18, 2018/19, 2019/20, 2020/21, 2021/22, 2022/23, 2023/24, 2024/25 |
| B Grupa                     | 1x  | 2010/2011 |
| Bulgaarse voetbalbeker      | 4x  | 2011/12, 2013/14, 2022/23, 2024/25                                                                                           |
| Bulgaarse Supercup          | 6x  | 2012, 2014, 2018, 2019, 2021, 2022                                                                                           |

## Eindklasseringen vanaf 2005
| 1 |

| 1 |

| 2 |

| 6 |

| 4 |

| 2 |

| 1 |

| 1 |

| 1 |

| 1 |

| 1 |

| 1 |

| 1 |

| 1 |

| 1 |

| 1 |

| 1 |

| 1 |

| 1 |

| 1 |

| 1 |

| Parva Liga/A Grupa | Vtora Liga/B Grupa | Treta Liga/V AFG | A OFG Regionaal |

## In Europa
PFK Loedogorets speelt sinds 2012 in diverse Europese competities. Hieronder staan de competities en in welke seizoenen de club deelnam:
- Champions League (14x)

2012/13, 2013/14, 2014/15, 2015/16, 2016/17, 2017/18, 2018/19, 2019/20, 2020/21, 2021/22, 2022/23, 2023/24, 2024/25, 2025/26
- Europa League (11x)

2013/14, 2016/17, 2017/18, 2018/19, 2019/20, 2020/21, 2021/22, 2022/23, 2023/24, 2024/25, 2025/26
- Conference League (2x)

2022/23, 2023/24

## Bekende (oud-)spelers
- Christian Kabasele
- Marcelinho
- Mitchell Burgzorg
- Jody Lukoki
- Jeroen Lumu
- Virgil Misidjan
- Cosmin Moți
- Ľubomír Guldan
- Roman Bezjak
- Sergio Padt
- Shaquille Pinas
- Elvis Manu